# Renán Castellón
Renan Castellón (Tarija, 29 de marzo de 1937) es un bailarín, profesor y coreógrafo boliviano. Actualmente reside en Brasil.

## Biografía
Renán Castellón egresó del Ballet Oficial de La Paz, Bolivia, con una formación completa en danza clásica y española. El maestro Castellón también posee certificados de psicodanza y musicoterapia en la Universidad Federal de Paraná, Brasil; de Danza en Buenos Aires, Argentina; y numerosos diplomas como profesor en diversas universidades del Brasil.
Participó en cursos de danza en Argentina y España, trabajando con maestros de danza como Graciela Urquidi, Augusto Vasques Saavedra, Carmen Bravo, Emma Sintani, Marília Franco, Ismael Guise, entre otros.
Llegó a Brasil acompañado de la bailarina Emma Sintani. Posteriormente realizó giras por distintos países como Argentina, Paraguay, Chile, Colombia, México, China, Rusia y Checoslovaquia siendo aclamado internacionalmente, además de recibir varios premios, diplomas y trofeos.
Luego de su llegada de Checoslovaquia a su tierra natal fue perseguido, sin motivo, por un grupo que aseguraba que éste había traído propaganda comunista a Bolivia. En todo caso, pese a ello, todavía formó, en el país, la Compañía Fantasía Española, pero finalmente tuvo que abandonar Bolivia. Posteriormente radicó un tiempo en Perú, luego en Argentina para radicar, finalmente, en Brasil en 1962.
A partir de aquí, retornaría esporádicamente a Bolivia. De esta manera, en 1979 llegó a ser director del Ballet Oficial de la Academia Nacional de Danza de Bolivia.
Actualmente es director y profesor de la escuela municipal de danza de Telêmaco Borba, Paraná.

## Reconocimientos
Por su amplia contribución a la cultura, fue homenajeado repetidas veces tanto en Brasil como en Bolivia. En 2009 recibió el título de "Patrimônio Vivo de la Danza", como homenaje a su dilatada carrera como bailarín, docente y coreógrafo, contribuyendo a la difusión, formación de audiencias y desarrollo del arte de la danza en Paraná. Por su parte, la alcaldía de la ciudad de La Paz también lo homenajeó con la Honra al Mérito como profesor y director del Cuerpo de Baile de esta misma ciudad.